# Internacional Demócrata de Centro
La Internacional Demócrata de Centro - Internacional Demócrata Cristiana, conocida como IDC - CDI, (en inglés Centrist Democrat International, en francés Internationale Démocrate Centriste), llamada hasta 2001 sólo Internacional Demócrata Cristiana es una organización, con sede en Bruselas, compuesta por partidos políticos democratacristianos y socialcristianos —conservadores de inspiración cristiana— de distintos países y cuya ideología, según su declaración de principios, se basaba en el humanismo cristiano. Se trata de la unión multinacional, y multipartidista de referencia internacional en la línea ideológica de centro y centro-derecha. La organización nació en el año de 1961 bajo el nombre de Unión Mundial Demócrata Cristiana, Fue creada por los Nuevos Equipos Internacionales, organización predecesora de la Unión Europea Demócrata Cristiana (UEDC), y por la Organización Demócrata Cristiana de América (ODCA) y la Unión Demócrata Cristiana de Europa Central (UCDEC).
La actual Internacional hace hincapié y respalda el papel de la familia en la sociedad tanto como la justicia social y la economía social de mercado.
El ala europea de la IDC-CDI es el Partido Popular Europeo (PPE), que es el partido político más grande a nivel europeo. Por su parte, la rama americana es la Organización Demócrata Cristiana de América (ODCA). La IDC.África figura como organización autónoma que posee sus proprios estatutos. Está previsto que en el año 2024, nazca la IDC - CDI Asia, de forma autónoma como regional en dicho continente.
Esta organización realizó, en el año 2021 un profundo cambio, en su forma legal y constitutiva, aumentando considerablemente sus actividades políticas, y comunicativas, pero de forma especial, especializó sus actividades con la inclusión de dos importantes áreas de competencia. Concretamente están viendo la luz, la IDC - CDI Jóvenes, y en muy breve espacio de tiempo lo hará la OMIDC-WOCDI (Organización de Mujeres de la IDC) dedicada a la igualdad y empoderamiento de la mujer. 

## Comité Ejecutivo
El Comité Ejecutivo es el órgano principal de la internacional y lo conforman el presidente, el secretario ejecutivo y los vicepresidentes.
Su actual presidente es el colombiano Andrés Pastrana Arango y su secretario general, el eurodiputado español Antonio López-Istúriz.
Los miembros del Comité Ejecutivo son los siguientes:
- Andrés Pastrana Arango (Colombia) - Presidente
- Antonio López-Istúriz (España) - Secretario Ejecutivo
- César Maia (Brasil) - Vicepresidente
- Lourdes Flores Nano (Perú) - Vicepresidente
- Mariana Gómez del Campo (México) - Vicepresidente
- Andrés Hernández (Cuba) - Vicepresidente
- Janez Janša (Eslovenia) - Vicepresidente
- Viktor Orbán (Hungría) - Vicepresidente
- Andrej Plenković (Croacia) - Vicepresidente
- Elmar Brok (Alemania) - Vicepresidente
- Yara Suos (Camboya) - Vicepresidente
- Muhaimin Iskandar (Indonesia) - Vicepresidente
- Edgardo Angara (Filipinas) - Vicepresidente
- Amine Gemayel (Líbano) - Vicepresidente
- Adalberto Costa Jr. (Angola) - Vicepresidente
- Desirée Anne Ouloto (Costa de Marfil) - Vicepresidente
- Nizar Baraka (Marruecos) - Vicepresidente
- Pier Ferdinando Casini (Italia) - Presidente honorario
- José María Aznar (España) - Presidente honorario
- Ofelia Acevedo (Cuba) - Vicepresidente honorario
- Mario David (Portugal) - Vicepresidente honorario
- Ulisses Correira (Cabo Verde) - Vicepresidente ex officio
- Manfred Weber (Alemania) - Vicepresidente ex officio
- Riccardo Pozzi (Italia) - Tesorero

## Partidos miembros
| País                            | Partido | Continente |
| ------------------------------- | --- | ---------- |
| Albania                         | Partido Democrático de Albania                                                                                           | Europa     |
| Alemania                        | Unión Demócrata Cristiana                                                                                                | Europa     |
| Angola                          | Unión Nacional para la Independencia Total de Angola                                                                     | África     |
| Argelia                         | Agrupación Nacional para la Democracia                                                                                   | África     |
| Argentina                       | Partido Demócrata Cristiano PRO - Propuesta Republicana                                                                  | América    |
| Armenia                         | Partido Republicano de Armenia Partido del Patrimonio                                                                    | Europa     |
| Aruba                           | Partido del Pueblo Arubano                                                                                               | América    |
| 🇦🇿 Azerbaijan                   | Nuevo Partido de Azerbaiyán                                                                                              | Europa     |
| Bangladés                       | Partido Nacionalista de Bangladés                                                                                        | Asia       |
| Bélgica                         | Cristiano Demócrata y Flamenco Los Comprometidos                                                                         | Europa     |
| 🇧🇾 Bielorrusia                  | BCDP - Democracia Cristiana Bielorrusia BFP - Frente Popular Bielorruso                                                  | Europa     |
| 🇧🇴 Bolivia                      | PDC - Partido Demócrata Cristiano                                                                                        | América    |
| 🇧🇶 Bonaire                      | UPB - Unión Patriótica de Bonaire                                                                                        | América    |
| Botsuana                        | Frente Nacional de Botsuana                                                                                              | África     |
| Brasil                          | Demócratas Partido de la Social Democracia Brasileña                                                                     | América    |
| Burkina Faso                    | Unión por la República                                                                                                   | África     |
| Cabo Verde                      | Movimiento para la Democracia                                                                                            | África     |
| Camboya                         | Funcinpec Partido Popular de Camboya                                                                                     | Asia       |
| 🇹🇩 Chad                         | RNDT - Agrupación Nacional de Demócratas Chadianos                                                                       | África     |
| Chile                           | Partido Renovación Nacional PDC - Partido Demócrata Cristiano Demócratas                                                 | América    |
| Chipre                          | Reagrupamiento Democrático                                                                                               | Europa     |
| Colombia                        | Partido Centro Democrático Partido Conservador Colombiano Partido Nueva Fuerza Democrática Colombia Justa Libres         | América    |
| República Democrática del Congo | Movimiento de Liberación del Congo                                                                                       | África     |
| Costa de Marfil                 | Agrupación de los Republicanos                                                                                           | África     |
| 🇨🇷 Costa Rica                   | PUSC - Partido Unidad Social Cristiana                                                                                   | América    |
| Croacia                         | Unión Democrática Croata                                                                                                 | Europa     |
| Cuba                            | Movimiento Cristiano "Liberación"                                                                                        | América    |
| Cuba                            | Partido Demócrata Cristiano de Cuba                                                                                      | América    |
| Curazao                         | Partido Popular Nacional                                                                                                 | América    |
| Ecuador                         | Movimiento CREO | América    |
| El Salvador                     | Partido Demócrata Cristiano                                                                                              | América    |
| Eslovaquia                      | KDH - Movimiento Demócrata Cristiano Alianza Húngara                                                                     | Europa     |
| Eslovenia                       | Nueva Eslovenia | Europa     |
| Eslovenia                       | Partido Demócrata Esloveno                                                                                               | Europa     |
| España                          | Partido Popular | Europa     |
| 🇺🇸 Estados Unidos               | NDI - Instituto Nacional Demócrata para los Asuntos Internacionales                                                      | América    |
| Filipinas                       | Lakas Kampi CMD | Asia       |
| Filipinas                       | Lucha de los Filipinos Democráticos                                                                                      | Asia       |
| Francia                         | Los Republicanos (Francia)                                                                                               | Europa     |
| Gabón                           | Partido Democrático Gabonés                                                                                              | África     |
| Georgia                         | Georgia Europea | Europa     |
| Grecia                          | Nueva Democracia | Europa     |
| 🇬🇹 Guatemala                    | DCG - Democracia Cristiana Guatemalteca                                                                                  | América    |
| Guinea                          | Partido de la Esperanza para el Desarrollo Nacional                                                                      | África     |
| Guinea Ecuatorial               | Acción Popular de Guinea Ecuatorial Partido del Progreso de Guinea Ecuatorial PUP - Unión Popular                        | África     |
| Guinea-Bisáu                    | Partido de la Renovación Social                                                                                          | África     |
| 🇭🇳 Honduras                     | PNH - Partido Nacional de Honduras DC - Partido Demócrata Cristiano                                                      | América    |
| Hungría                         | Fidesz – Unión Cívica Húngara Partido Popular Demócrata Cristiano (Hungría)                                              | Europa     |
| Indonesia                       | Partido del Despertar Nacional                                                                                           | Asia       |
| Italia                          | Unión de los Demócratas Cristianos y de Centro Movimiento Asociativo Italianos en el Exterior                            | Europa     |
| Kenia                           | Movimiento Democrático Wiper – Kenia                                                                                     | África     |
| 🇽🇰 Kosovo                       | LDK - Liga Democrática de Kosovo                                                                                         | Europa     |
| Líbano                          | Unión Demócrata Cristiana Libanesa                                                                                       | Asia       |
| Líbano                          | Kataeb | Asia       |
| 🇱🇹 Lituania                     | Partido Demócrata Cristiano Lituano                                                                                      | Europa     |
| Malta                           | Partido Nacionalista | Europa     |
| Madagascar                      | Malagasy Miara-Miainga                                                                                                   | África     |
| Malaui                          | Partido del Congreso de Malaui                                                                                           | África     |
| Mali                            | Unión por la República y la Democracia                                                                                   | África     |
| Macedonia del Norte             | Organización Revolucionaria Interna de Macedonia - Partido Democrático para la Unidad Nacional Macedonia                 | Europa     |
| Mauritania                      | Unión por la Democracia y el Progreso                                                                                    | África     |
| Mauritania                      | PRDS - Partido Demócrata y Social Republicano                                                                            | África     |
| Mauritania                      | Unión por la República                                                                                                   | África     |
| México                          | Partido Acción Nacional                                                                                                  | América    |
| Marruecos                       | Partido Istiqlal | África     |
| Mozambique                      | Movimiento Democrático de Mozambique RENAMO Resistencia Nacional Mozambiqueña                                            | África     |
| Mauricio                        | Partido Socialdemócrata de Mauricio                                                                                      | África     |
| Nicaragua                       | Partido Conservador | América    |
| 🇲🇰 N. Macedonia                 | VMRO-DPMNE – Organización Revolucionaria Interna de Macedonia – Partido Democrático para la Unidad Nacional de Macedonia | Europa     |
| Panamá                          | Partido Popular | América    |
| Panamá                          | Partido Panameñista | América    |
| Paraguay                        | Partido Demócrata Cristiano                                                                                              | América    |
| Perú                            | Partido Popular Cristiano Acción Popular                                                                                 | América    |
| Portugal                        | Partido Social Demócrata                                                                                                 | Europa     |
| República Checa                 | Demócrata-Partido Popular Checoslovaco                                                                                   | Europa     |
| República Dominicana            | Partido Reformista Social Cristiano Dominicanos Por el Cambio                                                            | América    |
| Rumania                         | Partido Nacional Campesino (Rumania)                                                                                     | Europa     |
| Rumania                         | Partido Popular Rumano Húngaro                                                                                           | Europa     |
| Rumania                         | Partido Demócrata Liberal                                                                                                | Europa     |
| Senegal                         | Bloque Centrista Gaindé                                                                                                  | África     |
| Senegal                         | Unión Centrista de Senegal                                                                                               | África     |
| República de China              | Kuomintang | Asia       |
| Serbia                          | Partido Demócrata Cristiano de Serbia                                                                                    | Europa     |
| San Marino                      | Partido Demócrata Cristiano Sanmarinense                                                                                 | Europa     |
| Santo Tomé y Príncipe           | Acción Democrática Independiente                                                                                         | África     |
| Suecia                          | Demócratas Cristianos | Europa     |
| 🇹🇼 Taiwán                       | KMT - Partido Nacionalista Chino                                                                                         | Asia       |
| 🇹🇹 Trinidad y Tobago            | UNC - Congreso Nacional Unido                                                                                            | América    |
| Ucrania                         | Unión Demócrata Cristiana                                                                                                | Europa     |
| Ucrania                         | Batkishchivyna - Patria de toda la Unión Ucraniana                                                                       | Europa     |
| 🇺🇬 Uganda                       | DP - Partido Democrático                                                                                                 | África     |
| 🇺🇾 Uruguay                      | PDC - Partido Demócrata Cristiano PN - Partido Nacional -Uruguay                                                         | América    |
| Venezuela                       | COPEI | América    |
| Venezuela                       | Primero Justicia | América    |

## Partidos observadores
- Armenia - Herencia
- Bielorrusia - Democracia Cristiana Bielorrusa
- Bielorrusia - Partido del Frente Popular Bielorruso
- Bélgica - Los Comprometidos
- Bolivia - Partido Demócrata Cristiano
- Bulgaria -
  - Unión Agraria Búlgara–Unión Popular
  - Partido Democrático
- Costa Rica - Partido Unidad Social Cristiana
- Eslovaquia - Movimiento Democrático Cristiano
- Guinea Ecuatorial - 
  - Unión Popular (Guinea Ecuatorial)
- Honduras -
  - Partido Nacional de Honduras
  - Partido Demócrata Cristiano
- Mauritania - Partido Republicano Democrático y Social
- Mozambique - Renamo
- Uganda - Partido Democrático
- Argentina - Partido Justicialista
- Caribe Neerlandés - 
  - Unión Patriótica de Bonaire
  - Partido Unidad Social Cristiana
- Guatemala - Democracia Cristiana Guatemalteca
- Perú - Democracia Cristiana
- Trinidad y Tobago - Congreso Nacional Unido
- Bélgica - Frente Popular Bielorruso
- Kosovo - Partido Demócrata de Kosovo
- Lituania - Partido Demócrata Cristiano de Lituania
- Azerbaiyán - Nuevo Azerbaiyán
- Uruguay - Partido Nacional
- Uruguay - Partido Demócrata Cristiano